# Erik Hansen (kanovaarder)
Erik Rosendahl Hansen (Randers, 15 november 1939 - 29 september 2014) was een Deens kanovaarder.
Hansen won tijdens de Olympische Zomerspelen 1960 in het Italiaanse Rome de gouden medaille in de K-1 1.000m en de bronzen medaille in de K-1 4x500m estafette. Acht jaar later in Mexico-stad won Hansen de olympische bronzen medaille K-1 1.000m.
Op de wereldkampioenschappen behaalde Hansen vier zilveren medaille en in 1963 de gouden medaille in de K-1 1.000m.

## Belangrijkste resultaten

### Olympische Zomerspelen
| Editie | Plaats      | Resultaten            |
| ------ | ----------- | --------------------- |
| 1960   | Rome        | K-1 1.000m K-1 4x500m |
| 1964   | Tokio       | 7e K-1 1.000m         |
| 1968   | Mexico-stad | K-1 1.000m            |
| 1972   | München     | 7e K-1 1.000m         |

### Wereldkampioenschappen vlakwater
| Jaar | Plaats       | Resultaten            |
| ---- | ------------ | --------------------- |
| 1963 | Jajce        | K-1 1.000m · K-1 500m |
| 1966 | Oost-Berlijn | K-1 1.000m · K-1 500m |
| 1970 | Kopenhagen   | K-1 10.000m           |

1936: Gregor Hradetzky ·
1948: Gert Fredriksson ·
1952: Gert Fredriksson ·
1956: Gert Fredriksson ·
1960: Erik Hansen ·
1964: Rolf Peterson ·
1968: Mihály Hesz ·
1972: Aleksandr Sjaparenko ·
1976: Rüdiger Helm ·
1980: Rüdiger Helm ·
1984: Alan Thompson ·
1988: Greg Barton ·
1992: Clint Robinson ·
1996: Knut Holmann ·
2000: Knut Holmann ·
2004: Eirik Verås Larsen ·
2008: Tim Brabants ·
2012: Eirik Verås Larsen ·
2016: Marcus Walz ·
2020: Bálint Kopasz ·
2024: Josef Dostál
- International Standard Name Identifier: 0000 0000 5426 3624
- Library of Congress Control Number: no2007054710
- Virtual International Authority File: 49005557
- WorldCat: E39PBJtmmTdYj4hXCGX9RqQwmd